# Козицын, Николай Иванович
Николай Иванович Козицын (укр. Микола Іванович Козіцин; род. 20 июня 1956, Дзержинск, Сталинская область, Украинская ССР, СССР) — российский общественный и военный деятель, участник казачьего движения; участник войны на Донбассе.

## Биография

### Происхождение
Николай Иванович Козицын родился 20 июня 1956 года в городе Дзержинске Сталинской области Украинской ССР (ныне — Торецк Донецкой области).
В 1974 году проходил срочную службу в Советской армии. Окончил школу МВД и курсы при Лаборатории испытаний металлов в Харькове. С 1979 служил надзирателем-конвоиром в УЧ-398/14 (Новочеркасская исправительная колония строгого режима) в звании сержанта. В 1985 году был уволен по п. «ж» ст. 46 («За проступки, дискредитирующие звание военнослужащего»). В 1988 году вышел в запас и организовал строительный кооператив.

### Участие в казачьем движении
С 1990 года принимал участие в возрождении донского казачества. В 1992 году участвовал в Приднестровском конфликте.
В 1992 году стал походным атаманом Зернограда, начальником военного отдела Черкасского округа Донского казачества. В 1993 году был избран 4-м атаманом организации «Войско Донское», принимал участие в Абхазской войне на стороне Абхазии, награжден Звездой Леона.
Скандал вызвал подписанный им в 1994 году «Договор о дружбе и сотрудничестве между Всевеликим Войском Донским и Чеченской Республикой Ичкерия». Статьи 18-я и 19-я Договора провозглашали взаимные обязательства СК ОВД и дудаевской Ичкерии в области обороны и безопасности:

Сотрудничество в области безопасности и борьбы с преступностью

Статья 18. Стороны обязуются не допускать прямых или косвенных агрессивных действий против другой Стороны, и в случае угрозы безопасности одной из Сторон оказывать помощь и поддержку.

Статья 19. Стороны обязуются не допускать со своей территории, а также через свою территорию вооруженные силы и формирования, оружие, боеприпасы, военное снаряжение, предназначенные для использования в борьбе против одной из договаривающихся Сторон.
— Панорама.ru
В годы Первой чеченской войны Н. И. Козицын поддерживал отношения с Джохаром Дудаевым, что, по словам второго секретаря Новочерскасского ГК КПРФ Владислава Журавлёва, способствовало освобождению пленных российских солдат. Впрочем, активного участия в той войне казаки Атамана Козицына не принимали. В 1996 году при поддержке официальных властей была создана организация «Донское войско» во главе с Вячеславом Хижняковым.

### Участие в войне на Украине
Поддерживал аннексию Крыма и пророссийские волнения на Донбассе. Организовал набор в «Казачью Национальную Гвардию», в состав которой вошли все казачьи подразделения как Земель Войска Донского так и отдельных формирований и подразделений других Казачьих Войск территории Ростовской области, объявив «сбор добровольцев» и получив обмундирование, вооружения и боеприпасы, включая бронетехнику. 3 мая 2014 года его вооружённые сепаратисты на двух грузовиках пересекли границу Украины и оккупировали город Антрацит. Они выступали под флагами России и под флагом исторического Всевеликого войска Донского. Группировка донских казаков на Луганщине насчитывала до четырёх тысяч человек, и им удалось захватить здания государственных учреждений и оккупировать такие города, как Северодонецк, Лисичанск (вскоре оставлены под напором наступающих ВСУ), Красный Луч, Свердловск и Перевальск. Началось формирование так называемой «Казачьей национальной гвардии Всевеликого войска Донского» (КНГ ВВД), командующим которой стал Козицын.
17 июля 2014 года, после катастрофы пассажирского самолёта Boeing 777, СБУ обнародовала запись перехвата телефонных разговоров,сепаратистов в которых фигурировал и Козицын. В ноябре того же года в интервью корреспонденту Vice News Саймону Островскому, опубликованному на канале в видеосервисе YouTube 19 ноября 2014 года в документальном репортаже Return to the MH17 Crash Site: Russian Roulette (Dispatch 87), Николай Козицын подтвердил, что запись подлинная и голос на ней принадлежит ему. Он отметил, что не радовался гибели лайнера, а выражал возмущение пролётами гражданских самолётов над местом боевых действий. На вопрос корреспондента, известно ли Козицыну, кто сбил лайнер, он ответил: «Ракета», отказавшись комментировать её принадлежность.
После неоднократных конфликтов Козицына с руководством ЛНР в лице Игоря Плотницкого, перешли в перестрелки между казаками из города Антрацит и сотрудниками Плотницкого т.н. «комендатуры ЛНР» , после чего дальнейшее пребывание Козицына в непризнанной республике стало невозможным, и 20 ноября 2014 года Козицын вернулся с Донбасса в РФ.
Козицын не признаёт существование ЛНР и, ввиду того, что до революции 1917 года Область войска Донского занимало территории в том числе и Луганской области Украины, считает подконтрольные ЛНР земли «территорией Земель Войска Донского Российской империи».
Главный военный прокурор Украины Анатолий Матиос в декабре 2016 года заявил, что сообщение о подозрении в совершении преступлений Николаю Козицыну вручили лично по месту проживания в России с помощью международной курьерской службы.

### Санкции
12 июля 2014 года Козицын включён в санкционный список стран Евросоюза как ответственный за руководство сепаратистами на востоке Украины. 20 декабря 2014 года Козицын попал под блокирующие санкции США. После российского вторжения в Украину включён в санкционный список Австралии. Также, за причастность к дестабилизации ситуации на Украине и аннексии Крыма, находится под санкциями Канады, Великобритании, Украины, Швейцарии и Японии.

### Общественная деятельность
С 1991 года Козицын принимает непосредственное участие в духовной жизни Дона.
Дело воссоздания Аксайской иконы Божией Матери в продолжение традиций донского казачества: принесения Донской иконы Божией Матери донскими казаками из городка Сиротина московскому князю Дмитрию Донскому перед Куликовской битвой (1380 год).
Под руководством Козицына были основаны или получили политическую и финансовую поддержку такие донские образовательные учреждения, как Донской императора Александра III казачий кадетский корпус, Шахтинский генерала Я. П. Бакланова казачий кадетский корпус, Аксайский Данилы Ефремова казачий кадетский корпус.
Проводятся массовых мероприятий: «Казачьи забавы» и бардовский Атаманский фестиваль, соревнования по джигитовке и скачки, а также соревнования боксёров, борцов.

### Оценки
Николай Иванович Козицын — фигура в Новороссии не самая значимая, но однозначно яркая. Невысокий, с круглым животом, седыми усами и хитрым прищуром, пожилой атаман прославился на весь мир, когда заявил о том, что держит в плену 15 наблюдателей ОБСЕ, а позже фигурировал в опубликованных прослушках СБУ, касавшихся сбитого малайзийского «Боинга». Сепаратисты из других районов Новороссии жалуются иногда, что из-за «козицынских» слово «казак» стало ругательством— Новая Газета, номер № 129 от 17 ноября 2014г.

Если сможете — достаньте Козицына, я сам не смогу по понятным причинам. Когда такие люди умирают в старости от естественных причин, это подрывает веру народа в Высшую Справедливость. Я — человек невоцерковлённый, но народ наш в целом, особенно в годы великих испытаний, всё-таки нуждается в такой опоре как Вера. Проследите, пожалуйста, кто-нибудь, чтобы этот мерзавец был повешен до своей естественной смерти.— Андрей Мурз, предсмертная записка